# Cornularia australis
Cornularia australis är en korallart som beskrevs av Busk 1867. Cornularia australis ingår i släktet Cornularia och familjen Cornulariidae. Inga underarter finns listade i Catalogue of Life.